# Jan Větrovec
Jan Větrovec (* 26. November 1980) ist ein ehemaliger tschechischer Handballspieler und jetziger -trainer. Seine Körperlänge beträgt 1,84 m.
Větrovec, der als rechter Rückraum- und Außenspieler eingesetzt wurde, spielte in der Saison 1998/99 mit dem HC Kovopetrol Pilsen in der EHF Champions League. In der Saison 2005/2006 spielte er mit Dukla Prag im Europapokal der Pokalsieger. Im Sommer 2006 wechselte er zum deutschen Zweitligisten SG Leutershausen, der jedoch sechs Wochen später Insolvenz anmelden musste. Daraufhin schloss sich Větrovec dem Zweitligisten TV Bittenfeld an. 2008 wechselte er zum HV Stuttgarter Kickers in die Oberliga. 2010 wechselte er zum Ligakonkurrenten VfL Waiblingen. Ab November 2010 war er dort auch als Jugendtrainer tätig, ab Januar 2011 übernahm er das Amt des Spielertrainers. 2012 verließ er den VfL Waiblingen. 2014 musste Větrovec, der ein Länderspiel für die Tschechische Nationalmannschaft bestritt, seine aktive Spielerkarriere verletzungsbedingt beenden.
Zwischen 2015 und 2023 war er als Trainer des HV Oberviechtach tätig. Anschließend übernahm er den Landesligisten ASV Cham.
Větrovec ist gelernter Industriemechaniker und hat in Pilsen ein Studium zum Sportlehrer abgeschlossen. Er ist verheiratet.